# Krås (kläder)
Krås (tyska Krause) är en veckad och ofta stärkt remsa av tyg eller spets som förr kunde köpas metervis, och användes till prydnad på klädesplagg. Krås satt framförallt framtill på herrskjortor, från 1500-talet men särskilt under 1700-talet, men förekom även på kvinnodräkter, kring hals och ärmar. Det var oftast vitt, men både kulörta och svarta varianter förekom.
Kråsnål är en prydnadsnål som sätts i krås eller halsduk.
Bruket av krås upphörde i stort sett helt under 1800-talet. 